# Lawrence d'Arabia (film)
Lawrence d'Arabia (Lawrence of Arabia) è un film del 1962 diretto da David Lean.
La pellicola è un colossal storico biografico che ha vinto sette premi Oscar, tra cui quelli per il miglior film e la miglior regia.

## Trama
1935. Un uomo in moto percorre una strada di campagna inglese, accelerando. All'improvviso, si trova di fronte alcuni ciclisti che procedono in senso contrario; cercando di evitarli, esce di strada e la caduta è fatale. 
Una folla composta da importanti personalità militari, politiche e della stampa, insieme a gente comune, partecipa commossa ai suoi funerali nella cattedrale di San Paolo, a Londra: l'uomo perito nell'incidente è Thomas Edward Lawrence e un giovane giornalista chiede ai presenti notizie su di lui. Tutti gli intervistati concordano sulla straordinarietà del personaggio, ma nessuno si sbilancia.

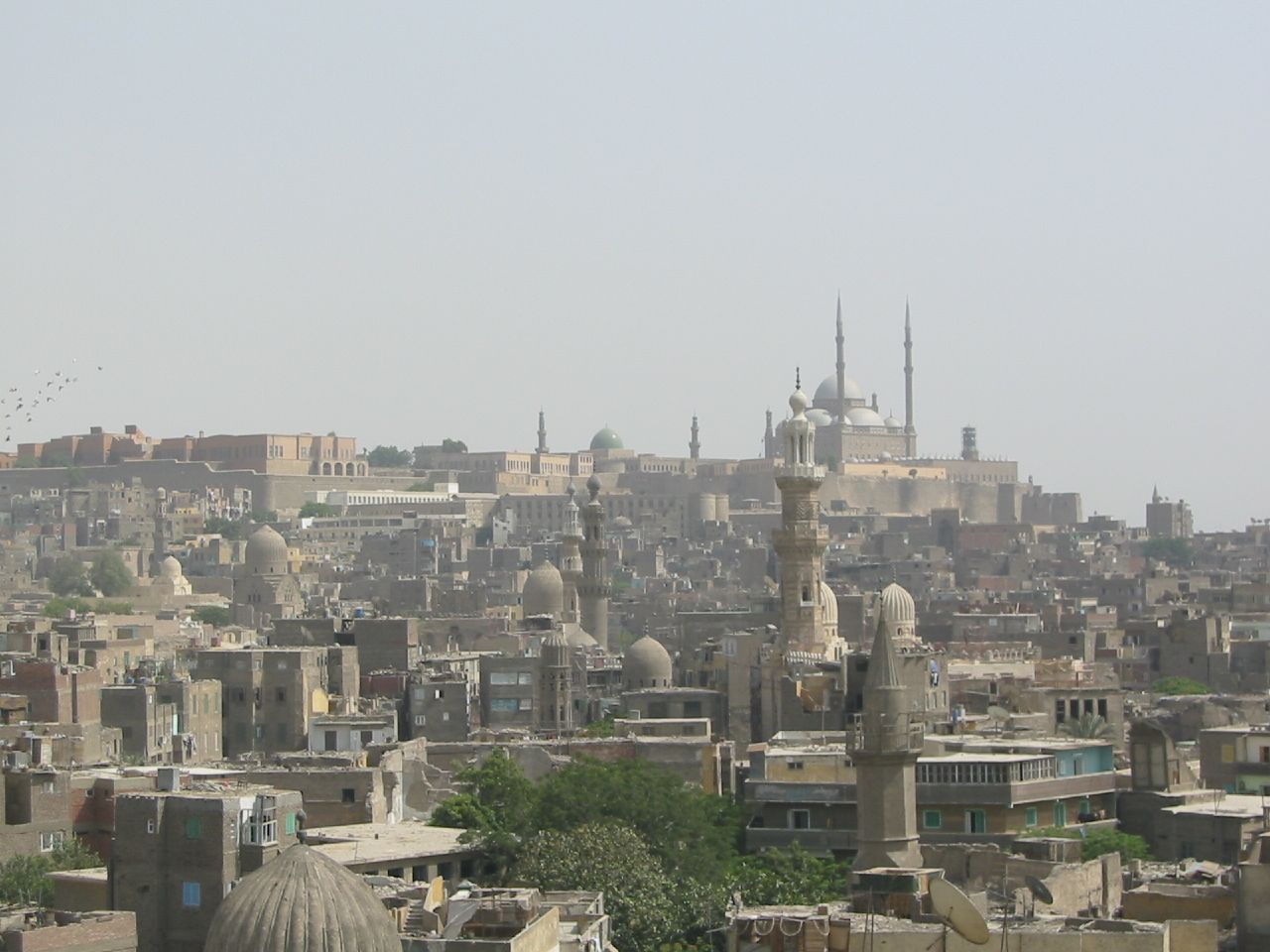
Il Cairo, sede dell'Arab Bureau, il reparto dove prestava servizio Thomas Edward Lawrence.

La storia torna indietro di vent'anni, al Cairo, in Egitto, dove, durante la prima guerra mondiale, il tenente Lawrence ricopre l'incarico di cartografo e corrispondente nello stato maggiore del generale Archibald Murray, a capo dell'Ufficio Arabo (Arab Bureau). Lawrence è interessato ai movimenti delle tribù arabe, tanto da riportare sulla rivista dell'Esercito il loro tentativo di attacco alla città di Medina, presidiata dai Turchi, che è passato quasi inosservato al comando britannico. Egli ha conseguito un dottorato di ricerca in archeologia e possiede, pertanto, una solida preparazione umanistica, conosce l'arabo e la cultura islamica, tanto da ritenere che le tribù, se indirizzate verso un obiettivo comune, possano costituire un prezioso alleato nella guerra contro l'Impero ottomano.
L'occasione arriva nel momento in cui, su richiesta di Mr. Dryden, consulente politico e diplomatico, Lawrence è convocato dal generale Murray il quale, non senza reticenze e con un certo scetticismo, gli affida l'incarico di raggiungere il colonnello Harry Brighton, che sta svolgendo l'incarico di consigliere dell'Emiro arabo Fayṣal, per capire e valutare le sue intenzioni sul ruolo degli Arabi nella guerra e nel quadro politico che potrebbe delinearsi in futuro. Dryden, al pari di Lawrence, ha ricevuto le stesse impressioni dal loro tentativo di attacco a Medina, e intende scoprire se, e come, essi possano essere utilizzati contro i Turchi.
Lawrence intraprende il viaggio nel deserto, accompagnato da un beduino che funge da guida, e insieme attraversano le terre delle varie tribù, che sembrano vivere ancora secondo le loro consuetudini secolari. Durante la traversata stringono amicizia, ma durante la sosta presso un pozzo d'acqua il nomade viene ucciso dallo Sharīf ʿAlī ibn al-Kharīsh, per aver attinto acqua senza permesso da un pozzo di proprietà della sua tribù. Il duro scambio di opinioni che segue tra Lawrence e Alī, fa capire al tenente quanto vivi siano ancora gli usi e gli attriti tribali in Arabia e lo induce a proseguire da solo. Per sua fortuna l'accampamento di Faysal è ormai vicino.
La sera stessa ʿAlī raggiunge Lawrence, il colonnello britannico e Fayṣal nella tenda di questi e tutti espongono le loro valutazioni sulle possibilità degli Arabi di condurre una guerra contro un esercito moderno: il colonnello insiste perché l'armata araba ripieghi a Yanbuʿ, al riparo dalle incursioni turche, mentre Lawrence suggerisce la creazione di unità mobili che possano colpire velocemente nel deserto, utilizzando la tattica che i beduini da sempre conoscono, rendendo possibile la conquista di Damasco, antica capitale omayyade, argomento suggestivo per un discendente di Maometto come l'Emiro. Il principe rimane favorevolmente impressionato sia dalle parole del giovane ufficiale sia dal suo atteggiamento apertamente filo-arabo, nonché dalla sua conoscenza del Corano, ma prudentemente accoglie il consiglio del colonnello. 

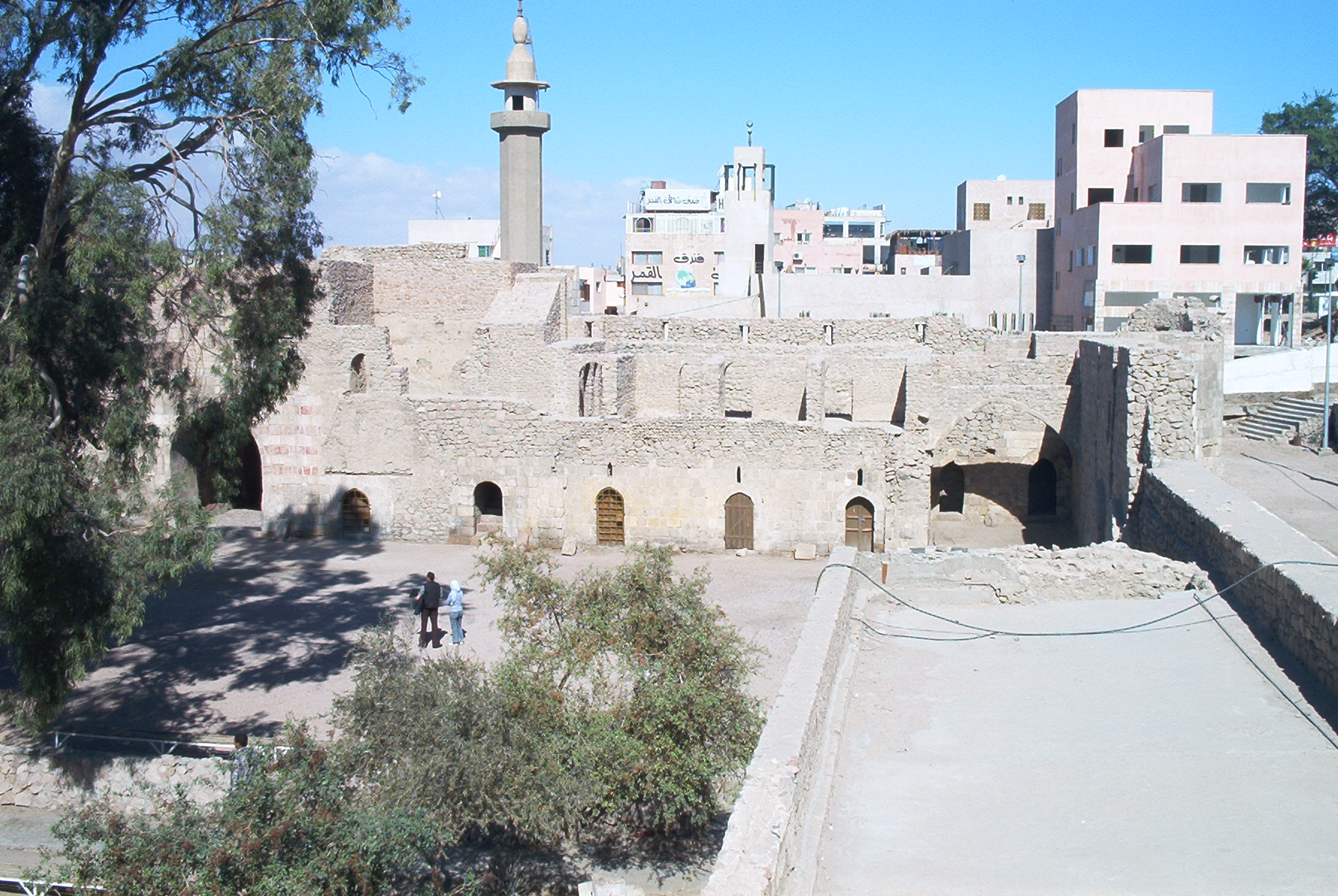
La fortezza di Aqaba, conquistata dall'armata araba dopo l'attraversamento del deserto del Nefud.

Dopo un breve ritiro solitario nel deserto, Lawrence capisce che bisogna prendere Aqaba, la piazzaforte costiera turca, imprendibile dal mare a causa dei cannoni da 305 mm messi a sua difesa. 
Essi sono però in postazioni fisse, non orientabili per respingere un attacco dall'entroterra. Comunica il suo piano ad ʿAlī, ma questi sa bene che per raggiungerla via terra l'unica strada è il deserto del Nefud e gli fa presente che l'impresa sarebbe in ogni caso impossibile con i soli 50 uomini che il principe è disposto a concedere al tenente. Questo tuttavia non scoraggia Lawrence, che è disponibile a rischiare contando sul fatto che, al di là del deserto, si estende il territorio degli Howeytat, una tribù che spesso ricorre a razzie per sopravvivere, composta da guerrieri di grande valore, che certamente si uniranno a loro per la conquista della città.
L'attraversamento del Nefud, dopo grandi difficoltà, è un successo e Lawrence, divenuto un mito agli occhi dei compagni, con il nome di El Orens o semplicemente Orens, trova in Awda Abu Tayi, condottiero degli Howeytat, il combattente ideale e Aqaba viene conquistata con un attacco a sorpresa da terra.
Per portare la notizia della conquista di Aqaba a conoscenza del comando britannico al Cairo, Lawrence fa velocemente ritorno nella capitale egiziana, attraversando il deserto del Sinai, in modo da dare ai superiori il tempo di studiare una nuova strategia e di corrispondere ad Awda il premio che gli era stato promesso per la conquista di Aqaba. Quando, stremato e ormai senza forze, Lawrence arriva al Canale di Suez, raggiunge il Quartier Generale britannico e viene ricevuto dal nuovo comandante dell'Ufficio arabo, il generale Allenby, che si mostra entusiasta per la sua impresa, lo promuove al grado di maggiore e acconsente a fornirgli tutto l'equipaggiamento necessario per formare un'armata araba che affiancherà le forze inglesi nella guerra per la conquista della Palestina. A insaputa di Lawrence, però, il generale è al corrente che il governo di Londra ha già deciso che i possedimenti turchi diverranno protettorato britannico.

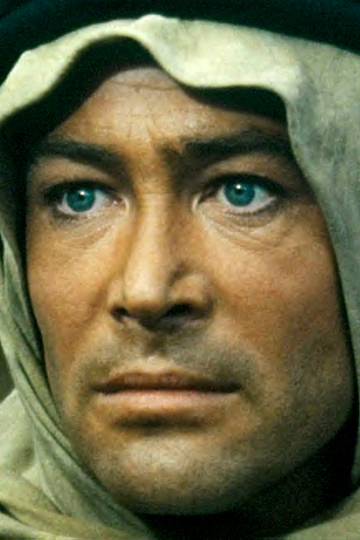
Peter O'Toole, El Orens

Tornato tra gli Arabi, Lawrence, ormai figura carismatica, intraprende la lotta con i metodi che aveva in precedenza suggerito all'Emiro, dimostrandosi particolarmente efficace nel colpire la ferrovia costruita dall'Impero tedesco, che collega Medina a Damasco, fondamentale per il trasporto dei rifornimenti turchi. Lawrence è sempre più conquistato dallo spirito di indipendenza arabo e dal fascino di quella terra. Le tribù arabe sono unite saldamente a lui nel nome dell'Emiro Faysal e combattono sempre più tenacemente per la propria indipendenza, tanto che le sue gesta attirano l'attenzione della stampa mondiale, affascinata dall'idea di un eroe romantico alla guida di un popolo che sta risorgendo. È da questo momento che Lawrence viene seguito dal giornalista del Chicago Tribune Jackson Bentley, il quale è in cerca di un personaggio suggestivo, capace di convincere gli Stati Uniti, finora neutrali, a scendere in guerra.
Le azioni proseguono con successo, ma l'armata lentamente inizia a dissolversi poiché le tribù, terminata la loro "stagione di caccia", rientrano una dopo l'altra ai loro campi invernali. Lawrence, rimasto con una ventina di uomini, punta verso Dar'a, anche se i pochi rimasti sono scettici sulla possibilità di conquistarla. In compagnia di ʿAlī, vi si reca con l'intenzione di suscitare una rivolta tra gli abitanti, ma viene fermato da una pattuglia di soldati turchi e condotto al comando locale. Non viene riconosciuto ma, tentando di ribellarsi alle molestie sessuali del comandante, viene frustato. Rilasciato durante la notte Lawrence è ora un uomo distrutto e umiliato e abbandona ʿAlī e i suoi seguaci per fare ritorno al Cairo, sperando di ricevere un altro incarico, lontano dall'attenzione dei suoi superiori e dell'opinione pubblica.

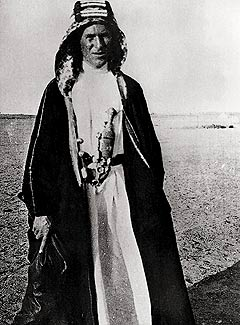
Thomas Edward Lawrence nei pressi di Gedda nel 1917

In Egitto, apprende che il governo britannico e quello francese, hanno stipulato l'accordo Sykes-Picot per spartirsi l'Impero ottomano e che l'Arabia è compresa in quell'accordo. Sdegnato da queste rivelazioni, e ancora sconvolto per quanto gli è successo durante la breve prigionia, chiede il trasferimento, ma il generale Allenby, dopo averlo persuaso ad aprirsi su quanto gli è accaduto, lo convince a rimanere perché è prevista a breve l'offensiva contro Damasco e un'armata araba che tenga impegnati i turchi è assolutamente necessaria per la riuscita del piano, tanto da essere disponibile a fornire a Lawrence qualsiasi somma di denaro occorra per riunire tutte le tribù per realizzare l'impresa.
Lawrence, tornato tra gli Arabi, riesce nel tentativo di radunarli, promettendo loro Damasco, ma il suo atteggiamento è ora differente: si crea una guardia del corpo, composta da fuorilegge e assassini, suscitando le perplessità di ʿAlī e degli altri capi. La sua offensiva è tanto brutale quanto veloce, tanto da suscitare la preoccupazione nel comando britannico che l'armata araba possa arrivare a Damasco prima dell'esercito inglese. Allenby, per cercare di rallentarlo, gli fornisce informazioni su una brigata turca in ritirata e, nonostante le suppliche di ʿAlī per proseguire verso Damasco, Lawrence attacca le truppe turche, senza fare prigionieri. Nonostante il ritardo, riesce comunque ad arrivare a Damasco per primo.

Peter O'Toole e Omar Sharif nel dialogo che precede la strage della brigata turca

Allenby e Dryden raggiungono dopo pochi giorni la città, dove nel frattempo Lawrence, insieme ai capi tribù, ha costituito un Consiglio Arabo per governare in nome di Faysal, in attesa della sua incoronazione; la politica tuttavia è cosa sconosciuta ai beduini e gli antichi odi tribali, mai sopiti, hanno la meglio, tanto che, impossibilitati a gestire una città in preda al caos dopo la fine della battaglia, la abbandonano, gettando Lawrence nello sconforto. 
Il colpo di grazia avviene nella riunione tra Allenby, Dryden e l'Emiro Faysal, nel frattempo sopraggiunto. L'azione di Lawrence, promosso al grado di colonnello, viene sacrificata alla politica ed egli stesso viene abbandonato anche dall'Emiro, che sospetta una doppiezza nei suoi confronti e un allineamento agli intenti britannici. Faysal sembra ritenerlo un personaggio ormai scomodo per le future trattative, suscitando la reazione del colonnello Brighton. Questi, abbandonata la riunione, cerca di raggiungere Lawrence, ma egli si è già allontanato e, percorrendo a ritroso la strada che lo aveva visto dirigersi verso la vittoria, con sguardo assente osserva per l'ultima volta il deserto.

## Musica
La colonna sonora di Maurice Jarre, eseguita dalla London Philharmonic Orchestra, fu premiata con il Premio Oscar.

## Cast e personaggi

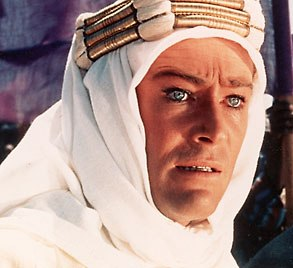
Peter O'Toole è Thomas Edward Lawrence

- Thomas Edward Lawrence: interpretato dall'allora poco conosciuto (per il cinema, ma non per il teatro) Peter O'Toole. Enigmatico e dotato di grande carisma, vede frustrato il suo sogno di un regno arabo unito.
- Principe Faysal: interpretato da Alec Guinness. Dotato di grande lungimiranza politica e di una moderna visione dei media, che utilizza per i suoi scopi.
- Sceriffo ʿAlī: interpretato da Omar Sharif. Profondamente legato alla sua terra e alle sue tradizioni, ma desideroso di conoscere il "mondo moderno"; segue Lawrence in tutta la sua epopea diventandone amico e condividendone il successo militare e la frustrazione politica.
- Awda Abu Tayy: interpretato da Anthony Quinn. Guerriero beduino di grande valore, segue Lawrence, ma si rifiuta di "imparare" la politica preferendo, dopo la conquista di Damasco, tornare alla sua tribù per continuare a vivere come ha sempre fatto.
- Generale Allenby: interpretato da Jack Hawkins. Pragmatico e dotato di grande intelligenza strategica, capace di trovare una sintesi tra l'illusione del mondo arabo e il progetto politico che vede la luce dopo la conquista di Damasco.
- Colonnello Brighton: interpretato da Anthony Quayle. Ligio al dovere, esegue fedelmente tutti gli ordini provenienti dal suo Stato Maggiore, ma non rimane indifferente al trattamento subito da Lawrence.
- Mr. Dryden: interpretato da Claude Rains. Politico e diplomatico che svolge la sua missione utilizzando e muovendo le persone in un disegno prestabilito che lui e pochi altri conoscono e che si rivela solo alla fine delle ostilità.
- Jackson Bentley: interpretato da Arthur Kennedy. Giornalista americano, ambizioso, ma allo stesso tempo ingenuo; fa conoscere al mondo le gesta di Lawrence, creandone il personaggio, ma non condividendone, non riuscendo a comprenderli, la crudeltà e l'istrionismo di cui è testimone.

Degna di nota è la mancanza totale nel cast di personaggi femminili per tutta la durata del film, a parte una scena nella tenda di Awda Abu Tayy il cui si intravede una ragazza, e la scena di massa in cui si vede da lontano un gran numero di donne sulle colline accompagnare con ululati la partenza dei guerrieri arabi verso la conquista di Aqaba.

## Distribuzione
Il film è uscito nelle sale cinematografiche sia britanniche che statunitensi il 10 e il 16 dicembre 1962, mentre in Italia è uscito il 6 giugno 1963.

### Edizione italiana

#### Doppiaggio
Il doppiaggio italiano del film, curato dal dialoghista Roberto De Leonardis, venne eseguito dalla C.D.C. 
Nel 2012 il film è stato restaurato e completato delle scene mancanti, che sono state doppiate con nuove voci: tra le altre, nella scena di dialogo fra il principe Feisal e il fotografo Bentley i due personaggi infatti parlano a intermittenza con voci differenti. Il doppiaggio delle scene aggiunte è stato effettuato dalla Technicolor spa (che si è occupata anche della sonorizzazione) sotto la direzione di Fabrizio Pucci e su dialoghi di Eva Cavaciocchi.

## Restauro della pellicola originale
Nel 1989 Steven Spielberg e Martin Scorsese collaborarono con il regista David Lean al restauro cromatico della pellicola, con il tempo virata a una vistosa dominante gialla, e al ripristino dei minuti mancanti, integrando parti originariamente tagliate per motivi di durata.

## Riconoscimenti
- 1963 - Premio Oscar
  - Miglior film a Sam Spiegel
  - Migliore regia a David Lean
  - Migliore fotografia a Freddie Young
  - Migliore scenografia a John Box, John Stoll e Dario Simoni
  - Miglior montaggio a Anne V. Coates
  - Miglior sonoro a John Cox
  - Miglior colonna sonora a Maurice Jarre
  - Candidatura per il miglior attore protagonista a Peter O'Toole
  - Candidatura per il miglior attore non protagonista a Omar Sharif
  - Candidatura per la miglior sceneggiatura non originale a Robert Bolt e Michael Wilson
- 1963 - Golden Globe
  - Miglior film drammatico
  - Migliore regia a David Lean
  - Miglior attore non protagonista a Omar Sharif
  - Miglior attore debuttante a Peter O'Toole e Omar Sharif
  - Migliore fotografia a Freddie Young
  - Candidatura per il miglior attore in un film drammatico a Peter O'Toole
  - Candidatura per il miglior attore in un film drammatico a Anthony Quinn
  - Candidatura per la miglior colonna sonora a Maurice Jarre
- 1963 - Premio BAFTA
  - Miglior film
  - Miglior film britannico
  - Miglior attore britannico a Peter O'Toole
  - Migliore sceneggiatura britannica a Robert Bolt
  - Candidatura per il miglior attore straniero a Anthony Quinn
- 1962 - National Board of Review Award
  - Migliori dieci film
  - Migliore regia a David Lean
- 1964 - David di Donatello
  - Miglior film straniero a Sam Spiegel
  - Miglior attore straniero a Peter O'Toole
- 1964 - Nastro d'argento
  - Regista del miglior film straniero a David Lean
- 1963 - American Cinema Editors
  - Candidatura per il miglior montaggio a Anne V. Coates
- 1962 - British Society of Cinematographers
  - Migliore fotografia a Freddie Young
- 1963 - Directors Guild of America
  - Migliore regia a David Lean e Roy Stevens (Assistente Regista)
- 1964 - Grammy Award
  - Candidatura per la miglior colonna sonora a Maurice Jarre
- 1964 - Kinema Junpo Awards
  - Miglior film straniero a David Lean
- 1963 - Laurel Award
  - Top Road Show
  - Candidatura per la miglior performance maschile a Peter O'Toole
  - Candidatura per il miglior attore non protagonista a Omar Sharif
  - Candidatura per il miglior tema della colonna sonora a Maurice Jarre
- 1963 - Writers' Guild of Great Britain
  - Migliore sceneggiatura a Robert Bolt e Michael Wilson

### AFI's 100 Years
L'American Film Institute ha incluso Lawrence d'Arabia nelle liste concernenti i migliori film della storia del cinema e i loro contenuti come canzoni, battute e altro. 
Il film in questione è situato in ben 4 classifiche:
- Nel 1998 è giunto al quinto posto della classifica dei migliori cento film statunitensi di tutti i tempi,[6] mentre dieci anni dopo, nella lista aggiornata, è sceso al settimo posto.[7]
- Nella lista dei cento film thriller più coinvolgenti e avvincenti, Lawrence d'Arabia appare in 23ª posizione.
- Nella classifica dei cento film più commoventi e ispiratori della storia degli Stati Uniti è arrivato 30º.
- Nelle liste dei 10 migliori film per genere, la pellicola è medaglia d'oro nella lista dei film epici.

Per quanto riguarda i contenuti come canzoni, personaggi e battute: 
- Nella lista dei 50 migliori eroi e cattivi della storia, T.E. Lawrence si posiziona decimo nei migliori eroi.
- La colonna sonora del film è medaglia di bronzo nella lista delle 25 migliori colonne sonore della storia del cinema.
- Va segnalata la sua assenza nella lista delle 100 migliori battute della storia del cinema, rendendolo il primo film, per posizione nella AFI's 100 Years... 100 Movies, non inserito nella lista.

Nel 1962 il National Board of Review of Motion Pictures l'ha inserito nella lista dei migliori dieci film dell'anno e ha premiato David Lean come miglior regista.
Nel 1991 è stato scelto per la conservazione nel National Film Registry della Biblioteca del Congresso degli Stati Uniti.
Nel 1999 il British Film Institute l'ha inserito al terzo posto della lista dei migliori cento film britannici del XX secolo.